# Ray Lynch
"Ray" Lynch (aka Raymond Lynch) född 3 juli 1943 i Salt Lake City, Utah är en amerikansk kompositör.

## Diskografi
- Truth Is The Only Profound (1982)
- The Sky of Mind (1983)
- Deep Breakfast (1984)
- No Blue Thing (1989)
- Nothing Above My Shoulders but the Evening (1993)
- Ray Lynch: Best Of, Volume One (1998)